# Chamaesphecia crassicornis
Chamaesphecia crassicornis is een vlinder uit de familie wespvlinders (Sesiidae), onderfamilie Sesiinae.
De wetenschappelijke naam van de soort is voor het eerst geldig gepubliceerd door Bartel in 1912. De soort komt voor in het Palearctisch gebied.